# Busted Stuff
Busted Stuff är det femte studioalbumet av Dave Matthews Band, utgivet av RCA Records 16 juli 2002.

## Låtlista
Alla låtar skriva av David J. Matthews.
1. "Busted Stuff" – 3:48
2. "Grey Street" – 5:08
3. "Where Are You Going" – 3:53
4. "You Never Know" – 5:54
5. "Captain" – 3:46
6. "Raven" – 5:38
7. "Grace Is Gone" – 4:38
8. "Kit Kat Jam" – 3:35
9. "Digging a Ditch" – 4:47
10. "Big Eyed Fish" – 5:04
11. "Bartender" – 8:32

## Personal
- Carter Beauford – trummor
- Stefan Lessard – bas, dobro, piano, hammondorgel
- Dave Matthews – akustisk och elektrisk gitarr, sång
- LeRoi Moore – saxofon, tin whistle, flöjt
- Boyd Tinsley – violin

Detta är det enda av Dave Matthews Bands studioalbum som inte innehåller gästmusiker.

## Listplacering
| År   | Lista               | Position |
| ---- | ------------------- | -------- |
| 2002 | Billboard 200       | 1        |
| 2002 | Top Canadian Albums | 1        |
| 2002 | Top Internet Albums | 1        |